# کریستیان برگر
کریستیان برگر (آلمانی: Christian Berger؛ زادهٔ ۱۳ ژانویهٔ ۱۹۴۵) یک فیلم‌بردار و فیلم‌ساز اهل اتریش است. وی از سال ۱۹۶۸ میلادی تاکنون مشغول فعالیت بوده‌است.
وی در سال ۲۰۰۹ میلادی بابت فیلم‌برداری فیلمِ روبان سفید، برندهٔ جایزه حلقه منتقدان فیلم نیویورک برای بهترین فیلمبرداری گردید.

## گزیدهٔ آثار
- کنار دریا (۲۰۱۵)
- لودویگ دوم (۲۰۱۲)
- روبان سفید (۲۰۰۹)
- پنهان (۲۰۰۵)
- معلم پیانو (۲۰۰۱)
- ۷۱ جزء از روزشمار یک شانس (۱۹۹۴)
- ویدئوی بنی (۱۹۹۲)